# Omorgus rubricans
Omorgus rubricans är en skalbaggsart som beskrevs av Robinson 1946. Omorgus rubricans ingår i släktet Omorgus och familjen knotbaggar. Inga underarter finns listade i Catalogue of Life.

## Bildgalleri

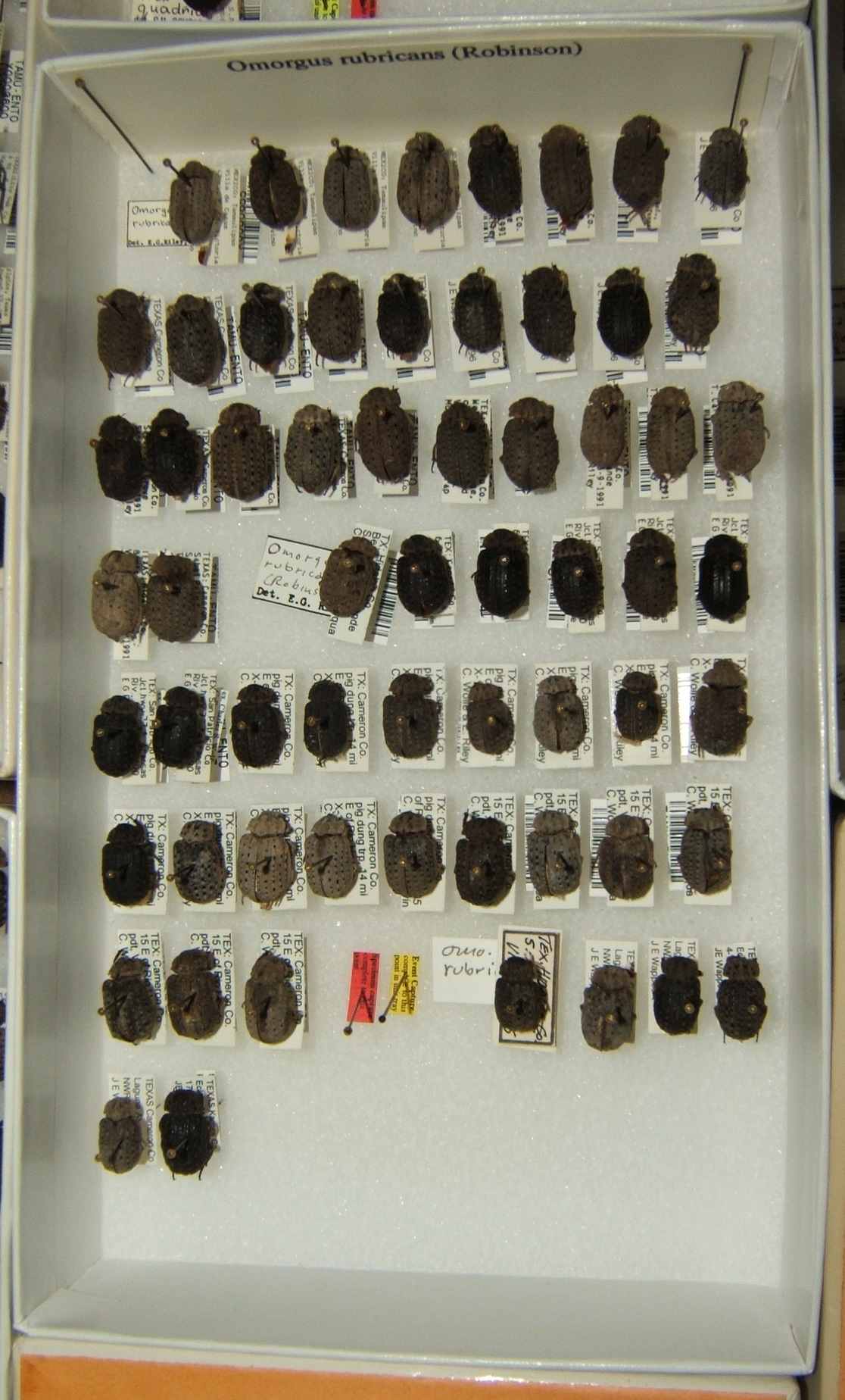